# Álvaro Ortiz Albero
Álvaro Ortiz Albero (Saragossa, 1983) és un comicaire i il·lustrador espanyol.
És un autor amb múltiples nominacions al Saló Internacional del Còmic de Barcelona. La primera nominació l'obtingué al premi a l'autor revelació per Julia y la voz de la ballena (2010), a la qual seguiren tres nominacions al premi a la millor obra, per Cenizas (2013), Murderabilia (2015) i Rituales (2016), respectivament.

## Biografia
Álvaro Ortiz va estudiar disseny gràfic a l'Escola Superior de Disseny d'Aragó i il·lustració a l'Escola Massana de Barcelona.
El 2003 va guanyar el concurs de còmic Injuve i va col·laborar en l'àlbum col·lectiu Tapa Roja, abans de publicar Julia y el verano muerto (2003), que tindria la seva continuació en Julia y la voz de la ballena (2009), ambdues publicades per Edicions de Ponent.
Mentrestant, havia col·laborat en Lanza en astillero (2005) i la revista Dos veces breve, realitzant també lustracions per a El Heraldo de Aragón.
El 2010 va autoeditar la còmic muda Fjorden i va guanyar la beca AlhóndigaKomik, la qual li va permetre romandre durant un any a la Maison des Auteurs d'Angoulême per realitzar la seva següent obra: Cenizas.

## Obra
| Data       | Títol                                                        | Típus                                           | Publicació             |
| ---------- | ------------------------------------------------------------ | ----------------------------------------------- | ---------------------- |
| 2004       | Bajo un centenar de cielos                                   | Conte il·lustrat, escrit per Miguel Ángel Ortiz | Autoedició             |
| 01/12/2004 | Julia y el verano muerto                                     | Novel·la gràfica                                | Edicions de Ponent     |
| 07/2005    | Espaguetis a la carbonara                                    | Còmic curt (4 p.)                               | Dos veces breve n.º 7  |
| 09/2005    | La peor historia del mundo                                   | Còmic curt (5 p.)                               | Dos veces breve n.º 8  |
| 01/2008    | El retrato de Papa Noel                                      | Còmic curt (8 p.)                               | Dos veces breve n.º 13 |
| 18/06/2009 | Julia y la voz de la ballena                                 | Novel·la gràfica                                | Edicions de Ponent     |
| 2010       | Fjorden                                                      | Novel·la gràfica                                | Autoedició             |
| 08/2012    | Cenizas                                                      | Novel·la gràfica                                | Astiberri              |
| 5/2013     | Derretido                                                    | Còmic curt (12 p.)                              | Panorama (Astiberri)   |
| 2014       | Murderabilia                                                 | Novel·la gràfica                                | Astiberri              |
| 2015       | Rituales                                                     | Novel·la gràfica                                | Astiberri              |
| 2016       | Viajes : desventuras ilustradas de Álvaro Ortiz por el mundo | Novel·la gràfica                                | Astiberri              |
| 2020       | El Murciélago sale a por birras                              | Webcòmic publicat                               | ¡Caramba!              |
| 2021       | Prdro y Maili                                                | Webcòmic publicat                               | ¡Caramba!              |
|            |                                                              |                                                 |                        |

## Exposicions
Col·lectives
- 2005 i 2006 En la Frontera.
- Me lo dices o me lo pintas.
- Mira que te cuento.
- El cómic de la democracia española, 1975-2005 (Instituto Cervantes).

En solitari
- 2006: Nonsense.

## Premis i nominacions
- 2002 i 2003: Premi Injuve
- 2005 i 2006: Premi en la mostra d'Arte Joven de Aragón.
- 2008 i 2009: Premi concurs de còmic de l'obra social de la Caja Mediterráneo.
- 2010: Nominació a l'autor revelació del Saló del Còmic de Barcelona pel còmic Julia y la voz de la ballena.
- 2013: Premi al mejor guión de historieta realista dels XXXVI Premios Historieta Diario de Avisos 2012.[1]
- 2013: Nominació al premi a la millor obra del Saló del Còmic de Barcelona pel còmic Cenizas.
- 2015: Nominació al premi a la millor obra del Saló del Còmic de Barcelona pel còmic Murderabilia.
- 2016: Nominació al premi a la millor obra del Saló del Còmic de Barcelona pel còmic Rituales.